# Resolution 1801 des UN-Sicherheitsrates
Die Resolution 1801 des UN-Sicherheitsrates vom 20. Februar 2008 befasst sich mit der Lage in Somalia.
Die Resolution verlängert das Mandat der AU-Friedensmission AMISOM um weitere sechs Monate und betont deren Beiträge für den Frieden in Somalia. Sie verurteilt die fortdauernde Gewalt im Land und Feindseligkeiten gegen die AMISOM-Truppen und drückt die Besorgnis des Sicherheitsrates über die zunehmende Piraterie vor der Küste Somalias aus. Ferner begrüßt sie die Ernennung des neuen Premierministers der Übergangsregierung Somalias Nur Hassan Hussein und dessen Umbildung des Kabinetts.
Die Resolution wurde vom Sicherheitsrat der Vereinten Nationen an dessen 5842. Sitzung verabschiedet.